# Isla de Maipo
Isla de Maipo è un comune del Cile, nella provincia di Talagante. Si trova nella Regione Metropolitana di Santiago. Al censimento del 2002 contava una popolazione di 25.798 abitanti.

## Società

### Evoluzione demografica
| Censimento del 1992 | Censimento del 2002 |
| 20.344 ab.          | 25.798 ab.          |